# Torbjörn von Krogh
Torbjörn von Krogh, född 1948, är en svensk medieforskare och föreståndare för Stiftelsen Institutet för mediestudier.
von Krogh var en av de som startade Föreningen Grävande Journalister, var tidigare chefredaktör för Pressens Tidning och forskar vid Mittuniversitetet om mediekritik och mediernas ansvar.
1994 mottog von Krogh och Lars Longueville Stora journalistpriset i kategorin "fackpress" med motiveringen "För deras förmåga att spegla de svenska kommunerna i en tid av systemskifte och europeisering."

### Som författare
- Varför fick vi inget veta? En studie av hur pressen missade BT Kemi och Viggen (med Claus Nowotny) (1981)
- Grävande journalistik och redaktionell miljö (1991)
- Värst i världen? Kritiken mot Expressen 1944-1954 (2006)
- Mediernas ansvarighet: Om media accountability på svenska (2008)
- Medieetik (2009)

### Som redaktör
- Medieförtroende (2008)
- Den norska modellen: Medieetisk självreglering av radio, tv, webb och press - efter att politikerna backat (2010)
- Vem betalar journalistiken? Om journalistikens värde för olika intressenter (2011)
- Vem granskar granskarna? Svensk mediegranskning 1988-2012 (2012)